# Nishihara (Okinawa)
Pour les articles homonymes, voir Nishihara.
Nishihara (西原町, Nishihara-chō) est un bourg du district de Nakagami, situé dans la préfecture d'Okinawa, au Japon. Son nom okinawaïen est Nishibaru.

## Géographie

### Situation
Nishihara est situé sur la côte orientale du sud de l'île d'Okinawa, au Japon.

### Démographie
Au 31 mars 2025, la population de Nishihara s'élevait à 35 335 habitants répartis sur une superficie de 15,90 km2.

## Culture locale
Le bourg est le siège de l'université des Ryūkyū.

## Patrimoine culturel et naturel
Le bourg de Nishihara compte quarante-six éléments apparaissant sur les listes municipales comme patrimoine matériel, culturel ou naturel, mais dont la plupart ne sont pas officiellement  désignés ou enregistrés au niveau national, préfectoral ou municipal. 
- Nom (japonais) (type d’enregistrement)

### Patrimoine matérieletPatrimoine ethnologique
- Amas coquillier de Tanabaru (棚原貝塚?)
- Amas coquillier de Yonagusuku (与那城貝塚?)
- Certification adressée à Ida Pēchin par le village de Tanabaru du magiri de Nishihara (西原間切棚原村から伊田親雲上宛の板証書?) (Municipal)
- Colline de Tōfugwā-bira (トーフグヮービラ?)
- Copie de « Ise Monogatari » appartenant à la famille Urasoe (浦添家本伊勢物語?) (Préfectoral)
- Documents de la famille Nishihara Nakayama (西原中山家文書?) (Municipal)
- Forêt Kukuji-mui de Kōchi (幸地の刻時森 (ククジムイ)?)
- Gusuku de Chichinta (チチンタ(津記武多)グスク?)
- Gusuku de Kōchi (幸地グスク?)
- Gusuku de Tanabaru (棚原グスク?)
- Incinérateur à lettres funjurū d’Onaga (翁長の焚字炉?)
- Ishi Gusuku (イシグスク?)
- Lion en pierre de Goya (呉屋の石獅子?)
- Lions en pierre de Tōbaru (桃原の石獅子?)
- Monument à la mémoire de Sukemasu Ōshiro (故大城助素之碑?)
- Monument aux morts de Nishihara (西原の塔?)
- Partitions musicales en kunkunshi de Yakabi Chōki (屋嘉比朝寄作 工工四?) (Préfectoral)
- Pierres d’arpentage (ハル石?)
- Pot en céramique Kamuiyaki du dépotoir archéologique Uchima No.1 (西原町内間散布地No.1出土のカムィ焼?) (Municipal)
- Puits Ikkan-gā (一貫ガー?)
- Puits sacré de Jīma-nu-ukā (ジーマヌウカー?)
- Puits Yubushi-gā  (ユブシガー?)
- Récif de Nsuhajii (ンスハジー?)
- Site archéologique de Gaja (我謝遺跡?)
- Site sacré de Sēguchijō (セーグチジョー?)
- Site sacré de Shicha-nu-taki à Kohatsu (小波津の下ヌ嶽?)
- Site sacré de Ufunmi Utaki (ウフンミウタキ?)
- Site sacré d’Ii-nu-yama à Kohatsu (小波津の上ヌ嶽?)
- Site rituel de Kayabuchi Udun (カヤブチウドゥン?)
- Site rituel de Nakō-mō (ナコーモー (名幸毛)?)
- Site rituel Tūtīkū de la famille Higa à Tanabaru (棚原比嘉家の土帝君?)
- Source Hījā-gā d’Onaga (翁長のヒージャーガー?)
- Source Teranokoshi Noro-gā (テラノコシノロガー?)
- Source Tirasa-gā (ティラサガー?)
- Source Uē-gā (親川?)
- Stèle de l’ancienne résidence du précédent roi (先王旧宅碑?)
- Stèle en pierre portant l’inscription « 致和 » (「致和」の石碑?)
- Tanabaru Noro Dunchi (棚原ノロ殿内?, Résidence de la noro de Tanabaru)
- Tombe de Kōchi Aji (幸地按司墓?)
- Untamamui (運玉森?)

### Sites historiques
- Abri anti-aérien de l’ancienne mairie de Nishihara (旧西原村役場壕?) (Municipal)
- Ancienne résidence Miyazato à Tanabaru (棚原旧宮里家屋敷跡?) (Municipal)
- Mur en pierre comportant des impacts de balles à Kohatsu (小波津弾痕の残る石塀?) (Municipal)
- Route pavée de Tanabaru (棚原の石畳道?) (Municipal)
- Uchima Udun (内間御殿 ?) (National)

### Monuments naturels
- Badamier sagaribana (Barringtonia racemosa) d’Uchima Udun (内間御殿のサワフジ?) (Municipal)